# Red Lake, Ontario
Red Lake är en kommun i Kanada. Den ligger i provinsen Ontario, i den sydöstra delen av landet, 1 500 km väster om huvudstaden Ottawa. Red Lake ligger 373 meter över havet och antalet invånare är 4 366.  Den består av orterna Balmertown, Cochenour, Madsen, McKenzie Island, Red Lake och Starratt-Olsen. Det finns en flygplats i kommunen.